# Buëch
Buëch – rzeka we Francji, przepływająca przez tereny departamentów Drôme, Alpy Wysokie i Alpy Górnej Prowansji, o długości 85,2 km. Stanowi dopływ rzeki Durance.